# أوستن هولينز
أوستن هولينز (بالإنجليزية: Austin Hollins) مواليد 8 نوفمبر 1991 في تشاندلر، هو لاعب كرة سلة أمريكي. بدأ مسيرته الاحترافية في سنة 2014. يلعب في الدوري الفنلندي لكرة السلة. يحمل الرقم 20. يبلغ طوله 6 قدم 4 بوصة (1.9 م). لعب كرة السلة الجامعية في جامعة منيسوتا.

## روابط خارجية
- أوستن هولينز على موقع الدوري الأوروبي لكرة السلة (الإنجليزية)
- أوستن هولينز على موقع كرة السلة الأوروبية.كوم (الإنجليزية)
- أوستن هولينز على موقع DraftExpress.com (الإنجليزية)
- أوستن هولينز على موقع كلية كرة السلة في سبورتس رفرنس.كوم (الإنجليزية)
- أوستن هولينز على موقع ريلجم (الإنجليزية)
- أوستن هولينز على موقع بروبوليرز (الإنجليزية)
- أوستن هولينز على موقع سبورتس رفرنس (الإنجليزية)